# تعویض (فیلم ۲۰۱۶)
تعویض (به انگلیسی: The Swap) فیلمی تلویزیونی محصول سال ۲۰۱۶ و به کارگردانی جی کاراس است. در این فیلم بازیگرانی همچون پیتون لیست، جاکوب بتراند، لیندا کش، دنی اسمیت ایفای نقش کرده‌اند.